# Litoporus aerius
Litoporus aerius är en spindelart som beskrevs av Simon 1893. Litoporus aerius ingår i släktet Litoporus och familjen dallerspindlar.
Artens utbredningsområde är Venezuela. Inga underarter finns listade i Catalogue of Life.